# 朱氏下脂鯉
朱氏下脂鯉（学名：Hypomasticus julii），為上口脂鯉科下脂鯉屬的一種，分布於南美洲巴西欣古河流域，體長可達26公分，棲息在植被生長茂密的水域，生活習性不明。